# 정수빈
정수빈(鄭秀彬, 1990년 10월 7일 ~ )은 KBO 리그 두산 베어스의 외야수이다.

## 두산 베어스시절
2009년 신인 드래프트에서 2차 5라운드(전체 39순위) 지명을 받아 입단하였다. 입단 첫 해부터 빠른 발과 발군의 수비력을 바탕으로 백업으로 중용됐고, 이종욱이 턱뼈 골절상을 입자 대신 출전해 좋은 활약을 보였다. 2010년 시즌에는 팀 발야구의 일원으로 자리매김하며 그 해 포스트 시즌에서 1번 타자를 맡았다. 2011년부터 선발 출전 경기가 많아졌고 2013년 시즌 후 이종욱이 FA를 통해 NC 다이노스로 이적하자 이듬해 개막전에 선발로 출전하며 이후 팀의 주전 중견수로 자리잡았다. 2014년 시즌 128경기에 출장해 3할대 타율, 132안타, 6홈런, 49타점을 기록해 데뷔 첫 3할대 타율과 개인 최다 안타 및 최다 홈런을 달성했다. 아시안 게임 엔트리에 승선하지 못해 시즌 후 군입대를 하려 했으나 구단의 만류와 스스로 타격에서의 좋은 감각을 이어나가기 위해 군입대를 미뤘다. 2015년 삼성과의 한국시리즈 1차전에서 왼손 검지에 공을 맞아 여섯 바늘을 꿰매는 부상을 당했다. 남은 경기 출전이 불투명했으나 손가락에 무리가 가지 않는 선에서 지명타자로 출장했고, 시리즈 내내 좋은 타격감을 선보이며 허경민과 함께 최강의 테이블 세터진을 구축했다. 5차전에서는 3점 홈런을 쳐 내며 팀의 14년 만의 우승에 크게 기여했고, 한국시리즈 MVP로 선정됐다. 2016년 10월 13일에 경찰 야구단에 지원해 합격했다.

## 경찰 야구단시절
2016년 한국시리즈가 끝난 후 입대하였다. 2016 시즌 타격 부진으로 인해 선발에서 제외된 경기가 많았던 그는 타격폼을 조정하는 등 타격감 회복에 많은 신경을 썼다.

## 두산 베어스복귀
2018년 9월에 전역 후 팀에 복귀하여 시즌 잔여 경기에서 3할대 중반을 훌쩍 넘기는 타율을 기록했다. 2018년 SK와의 한국시리즈 4차전에서 산체스를 상대로 역전 2점 홈런을 쳐 냈고 데일리 MVP에 선정됐다.
2020년 시즌 후 FA 자격을 취득해 6년 총액 56억원에 잔류했다.

## 응원가
- 전 응원가 : The Beach Boys - Surfin' U.S.A.

여자: 날려라 날려 안~타 두산의 정수빈~ (남자: 안! 타! 정수빈!) [×4]
- 현 응원가 : 구단 창작곡

수빈! 두산의 정수빈~ 수빈! 승리를 위하여~ 수빈! 힘차게 치고 달려~ 최강 두산 정수빈! [×2]

## 출신 학교
- 수원신곡초등학교
- 수원북중학교
- 유신고등학교

## 통산 기록
| 연도 | 팀명   | 타율  | 경기 | 타수 | 득점 | 안타 | 2루타 | 3루타 | 홈런 | 루타 | 타점 | 도루 | 도실 | 볼넷 | 사구 | 삼진 | 병살 | 실책 |
| ---- | ------ | ----- | ---- | ---- | ---- | ---- | ----- | ----- | ---- | ---- | ---- | ---- | ---- | ---- | ---- | ---- | ---- | ---- |
| 2009 | 두산   | 0.264 | 85   | 231  | 47   | 61   | 8     | 6     | 3    | 90   | 17   | 13   | 7    | 24   | 3    | 45   | 1    | 1    |
| 2010 | 두산   | 0.322 | 76   | 143  | 35   | 46   | 8     | 6     | 1    | 69   | 19   | 13   | 3    | 10   | 0    | 25   | 2    | 0    |
| 2011 | 두산   | 0.285 | 128  | 414  | 66   | 118  | 17    | 8     | 1    | 154  | 38   | 31   | 8    | 40   | 11   | 77   | 5    | 7    |
| 2012 | 두산   | 0.235 | 101  | 315  | 46   | 74   | 11    | 7     | 0    | 99   | 32   | 24   | 6    | 18   | 3    | 46   | 5    | 0    |
| 2013 | 두산   | 0.276 | 125  | 228  | 57   | 63   | 2     | 8     | 2    | 87   | 29   | 23   | 8    | 16   | 6    | 29   | 1    | 2    |
| 2014 | 두산   | 0.306 | 128  | 431  | 79   | 132  | 18    | 7     | 6    | 182  | 49   | 32   | 5    | 41   | 11   | 68   | 8    | 1    |
| 2015 | 두산   | 0.295 | 128  | 491  | 79   | 145  | 27    | 7     | 2    | 192  | 59   | 15   | 9    | 43   | 11   | 70   | 9    | 2    |
| 2016 | 두산   | 0.242 | 114  | 269  | 49   | 65   | 7     | 2     | 2    | 82   | 20   | 12   | 4    | 25   | 6    | 48   | 7    | 2    |
| 2018 | 두산   | 0.367 | 26   | 98   | 20   | 36   | 2     | 1     | 2    | 46   | 23   | 5    | 2    | 11   | 1    | 13   | 1    | 2    |
| 2019 | 두산   | 0.265 | 123  | 441  | 75   | 117  | 19    | 5     | 0    | 146  | 41   | 26   | 8    | 57   | 6    | 60   | 6    | 3    |
| 2020 | 두산   | 0.298 | 141  | 490  | 84   | 146  | 17    | 8     | 5    | 194  | 59   | 15   | 6    | 55   | 2    | 56   | 10   | 1    |
| 2021 | 두산   | 0.259 | 104  | 313  | 50   | 81   | 19    | 4     | 3    | 117  | 37   | 12   | 7    | 29   | 3    | 50   | 7    | 1    |
| 2022 | 두산   | 0.259 | 127  | 405  | 58   | 105  | 12    | 4     | 3    | 134  | 41   | 15   | 8    | 39   | 1    | 56   | 2    | 1    |
| 2023 | 두산   | 0.287 | 137  | 498  | 75   | 143  | 14    | 11    | 2    | 185  | 33   | 39   | 8    | 64   | 7    | 63   | 2    | 0    |
| 2024 | 두산   | 0.294 | 136  | 510  | 95   | 145  | 21    | 3     | 4    | 184  | 47   | 52   | 13   | 71   | 9    | 72   | 8    | 1    |
| 통산 | 14시즌 | 0.280 | 1679 | 5277 | 915  | 1477 | 202   | 87    | 36   | 1961 | 544  | 327  | 102  | 543  | 71   | 778  | 74   | 24   |

- 빨간 글씨는 한국 프로야구 역사상 최고 기록
- 굵은 글씨는 해당 시즌 최고 기록